# Christina Lauren
Christina Lauren (o pseudônimo combinado de Christina Hobbs e Lauren Billings) é uma dupla de escritoras norte-americanas de ficção contemporânea e ficção adolescente.

## Biografia

### Lauren Billings
Lauren Billings recebeu seu doutorado em neurociência pela Universidade da Califórnia em Irvine e, antes de ser escritora em tempo integral, pesquisava neurodegeneração no envelhecimento. Ela mora na Califórnia com dois cachorros, dois filhos e seu marido que é cientista.

### Christina Hobbs
Christina Hobbs trabalhava em um escritório de aconselhamento em uma escola. Ela mora em Utah com o marido e a filha.

## Carreira
A dupla se conheceu em 2009 enquanto escrevia uma fanfiction online, e em 2010 se tornaram coautoras.
Autoras de dezoito romances best-sellers do New York Times, o trabalho delas está atualmente traduzido em mais de 30 idiomas.

## Livros

### SérieBeautiful
- Beautiful Bastard (2013) Brasil: Cretino Irresistível (Universo dos Livros, 2013) Portugal: Cretino Irresistível (Marcador, 2014)
- Beautiful Stranger (2013) Brasil: Estranho Irresistível (Universo dos Livros, 2013) Portugal: Estranho Irresistível (Marcador, 2015)
- Beautiful Bitch (2013) Cretina Irresistível (Universo dos Livros, 2013)
- Beautiful Bombshell (2013) Paixão Irresistível (Universo dos Livros, 2013)
- Beautiful Player (2013) Brasil: Playboy Irresistível (Universo dos Livros, 2013) Portugal: Jogador Irresistível (Marcador, 2017)
- Beautiful Beginning (2013) Noiva Irresistível (Universo dos Livros, 2014)
- Beautiful Beloved (2015) Sempre Irresistível (Universo dos Livros, 2015)
- Beautiful Secret (2015) Surpresa Irresistível (Universo dos Livros, 2015)
- Beautiful Boss (2016) Chefe Irresistível (Universo dos Livros, 2016)
- Beautiful (2016) Irresistíveis (Universo dos Livros, 2017)

### SérieWild Seasons
- Sweet Filthy Boy (2014)
- Dirty Rowdy Thing (2014)
- Dark Wild Night (2015)
- Wicked Sexy Liar (2016)
- Not Joe's Not So Short Short (novela, 2016)

### Livros isolados
- A Little Crazy (2014)
- Sublime (2014) Sublime (Universo dos Livros, 2015)
- The House (2015)
- Dating You/Hating You (2017) Brasil: Amor e Ódio: Irresistíveis (Universo dos Livros, 2017) Portugal: Amor e Ódio: Irresistíveis (Marcador, 2020)
- Autoboyography (2017) Minha Versão de Você (Universo dos Livros, 2020)
- Roomies (2017) Brasil: Apenas Amigos (Universo dos Livros, 2018) Portugal: Juntos... mas pouco! (Topseller, 2021)
- Love and Other Words (2018) Brasil: O Amor e Outras Coisas (Universo dos Livros, 2020) Portugal: Amor e Outras Palavras (Topseller, 2023)
- Josh and Hazel's Guide to Not Dating (2018) O Guia Para (Não) Namorar De Josh e Hazel (Universo dos Livros, 2022)
- My Favorite Half-Night Stand (2018)
- The Unhoneymooners (2019) Brasil: Imperfeitos (Faro editorial, 2022) Portugal: Noivos à Força (Topseller, 2020)
- Twice in a Blue Moon (2019) Uma Segunda Chance (Faro editorial, 2022)
- The Honey-Don't List (2020)
- In A Holidaze (2020)
- The Soulmate Equation (2021) Brasil: A Equação Perfeita do Amor (Universo dos Livros, 2021) Portugal: A Variável do Amor (Topseller, 2022)
- Something Wilder (2022) Portugal: Um lado mais selvagem (Topseller, 2023)
- The True Love Experiment (2023)
- The Honeymoon Crashers (2023)
- The Exception to the Rule (2024)
- The Paradise Problem (2024)
- Tangled in You (2024)